# Damen (línea Marrón)
Damen es una estación en la línea Marrón del Metro de Chicago. La estación se encuentra localizada en 4645 North Damen Avenue en Chicago, Illinois. La estación Damen fue inaugurada el 18 de mayo de 1907.  La Autoridad de Tránsito de Chicago es la encargada por el mantenimiento y administración de la estación. La estación fue reabierta el 19 de diciembre de 2009 después de ser remodelada.

## Descripción
La estación Damen cuenta con 2 plataformas laterales y 2 vías. 

## Conexiones
La estación es abastecida por las siguientes conexiones de autobuses: 
- Rutas del CTA Buses: #50 Damen, #145 Wilson/Michigan Express, #148 Clarendon/Michigan Express